# 龙海镇 (彝良县)
龙海镇，是中华人民共和国云南省昭通市彝良县下辖的一个乡镇级行政单位。
2012年8月30日，云南省人民政府批复同意撤销龙海乡，设立龙海镇。

## 行政区划
龙海镇下辖以下地区：
龙海村、放牛村、大溪村、红岩村、镇河村、鱼井村和石笋村。